# 토니뉴 세레주
토니뉴 세레주(포르투갈어: Toninho Cerezo, 1955년 4월 21일 ~ )는 브라질의 전 축구 선수로, 포지션은 수비형 미드필더였다.

## 클럽 경력
1990-1991시즌 이탈리아 세리에A 삼프도리아의 우승 멤버이다.

## 국가대표팀 경력
토니뉴 세레주는 1982년 FIFA 월드컵 당시 텔레 산타나가 이끌던 브라질 축구 국가대표팀에서 지쿠, 소크라치스, 파우캉과 함께 '황금 사중주(四重奏)'라고 불릴 정도로 막강한 공격력을 갖춘 미드필더 라인을 구축하였다. 그러나 비기기만 해도 4강에 올라갈 수 있었던 이탈리아와의 2차 리그 2번째 경기에서 파올로 로시에게 해트트릭을 허용하며 2-3으로 패해 탈락하고 말았다. 부상 중인 상태에서 교체 멤버로 출전했었던 1986년 FIFA 월드컵에서도 강력한 우승 후보였으나 황금 사중주 멤버 중 소크라치스를 제외하곤 부상으로 못 나오는 상황에서 지쿠는 간간이 교체 멤버로 출장하여 특유의 패스워크로 도움을 주었으나, 8강전에서 만난 프랑스와의 경기에서 후반에 교체되자마자 전매특허인 자신의 원터치 패스로 얻은 페널티킥 찬스를 자신이 실축하여 승리할 수 있었던 경기를 연장까지 가게 되었고 결국 승부차기 끝에 탈락하게 되는 이 경기가 지쿠와 소크라치스의 마지막 월드컵 출장 경기로 아쉬움이 남는 경기였다.

## 수상

### 나시오날
- 아마조나스 주립리그 : 1974

### 아틀레치쿠 미네이루
- 미네이루 주립리그 : 1976, 1978, 1979, 1980, 1981, 1982, 1983

### 로마
- 코파 이탈리아 : 1984, 1986

### 삼프도리아
- 세리에 A : 1990-91
- 코파 이탈리아 : 1988, 1989
- UEFA컵 위너스컵 : 1990
- 수페르코파 이탈리아나 : 1991

### 상파울루
- 파울리스타 주립리그 : 1992
- 인터컨티넨탈컵 : 1992, 1993
- 코파 리베르타도레스 : 1992, 1993
- 수페르코파 수다메리카나 : 1993
- 레코파 수다메리카나 : 1993, 1994

### 개인
- 남미 U-20 대회 득점왕 : 1977
- 볼라 지 오우루 : 1977, 1980
- 볼라 지 프라타 : 1976, 1977, 1980
- 인터컨티넨탈컵 MoM : 1993
- 로마 명예의 전당 : 2016